# Csalódások (színdarab)
A Csalódások Kisfaludy Károly 1828-ban írt, utolsó befejezett, többfelvonásos vígjátéka. A darabot először Kassán játszották 1829. december 30-án.
Nyomtatásban először a Kisfaludi Kisfaludy Károly minden munkái című életműsorozatban jelent meg 1831-ben, Toldy Ferenc szerkesztésében, Budán a Magyar királyi Egyetem betűivel.
Önálló kiadására 1879-ben került sor az Olcsó Könyvtár sorozatban a Franklin Társulatnál.

## Személyek
Vígjáték négy felvonásban
- Gróf Elemir
- Báró Kényesi
- Köröndy Lina, fiatal özvegy
- Lombai, uradalmi inspektor
- Elek, ennek fia, hadnagy
- Lidi, rokona
- Luca kisasszony
- Mokány, földesúr
- Vilma, Lina társalkodója
- Tamás, uradalmi kertész
- Antal, Elemir inasa
- Péter, Lina inasa

Történik Elemir és Lina közös jószágán

## Cselekménye
A darab bonyodalmakat okozó, a cselekményt mozgató hőse Lombai uradalmi inspektor, gróf Elemir és Köröndy Lina birtokainak jószágigazgatója. Lombai uram házasítani akarja egész környezetét. Fiának, Elek hadnagynak gazdag feleséget, fogadott leányának, Lidinek tehetős férjet keres. Elek és Lidi persze  szeretik egymást. Elek tudni sem akar Lucáról, a gazdag vénkisasszonyról, és Lidi sem vonzódik Mokányhoz, a becsületes, de nyersszavú földbirtokoshoz.
Lombai nagyralátó tervei csakhamar megváltoznak. Eleknek Köröndy Linát, a vagyonos fiatal özvegyet, Lidinek meg Elemir grófot szánja. Hogy Mokány se maradjon hoppon, őt a csúnyácska Vilmával, Lina társalkodónőjével hozná össze, Lucát pedig a hozományvadász Kényesi báróval.
A fantáziadús inspektor „plánumjaiból” a félreértések és nevetséges helyzetek egész sora következik, míg végül kiderül a való. Elek és Lidi egymáséi lesznek, Elemir és Lina is egymásra találnak és így egyesíthetik birtokaikat, Kényesi és Luca összevesznek. Lombai felsül terveivel, Mokányt kivéve, aki végül feleségül veszi Vilma kisasszonyt.

## Értékei
Kisfaludynak A kérőkkel megkezdett új iránya itt teljes diadalt aratott, tetőpontjára ért vígjátékírói tehetsége. A nevetséges bonyodalmak és tréfás ötletek sorozatával mulattatta a közönséget, biztos színpadi technikával dolgozott. Ebben a darabban nem csak a helyzetkomikumnak, hanem a jellemkomikumnak is mestere. A Csalódások az író korábbi darabjaihoz mérve előrelépést jelent: gondosabb a jellemrajz, a „csalódásokat” a szereplő személyek egyéni természete okozza.
A darabban megelevenednek a korabeli vidéki nemesvilág alakjai, jellemző típusai: a külföldieskedő, nyegle mágnás (Kényesi) és a magyar érzelmű, gavallér nagybirtokos (Elemir); Elek, a szerény nemesifjú és Lidi, a szerelmes, ábrándozó nemeslány; Vilma, az eleveneszű társalkodónő és Luca, a férjhezmenésre áhítozó aggszűz. Különösen Mokány, a jószívű és őszinte, de nyers és parlagi kurta nemes jellemzése sikerült.
„Kisfaludy leginkább a Csalódások jogán követelheti meg irodalmunkban a magyar vígjáték "atyai" rangját. Sok tekintetben a Kérőkre emlékeztet ez a darab… Kisfaludy akkor felfedezte, most pedig – a maga legjobb mértéke szerint – birtokba vette a valóságot.”